# Église du Repos-Céleste de Manhattan
L’église du Repos-Céleste (anglais : Church of the Heavenly Rest) est une église épiscopalienne située dans l'Upper East Side, à New York, au coin de la Cinquième Avenue et de la 90th Street, non loin de Central Park et du manoir Carnegie. Elle a été construite en 1929.